# Bicellariella stolonifera
Bicellariella stolonifera är en mossdjursart som beskrevs av Charles Henry O'Donoghue 1926. Bicellariella stolonifera ingår i släktet Bicellariella och familjen Bugulidae. Inga underarter finns listade i Catalogue of Life.